# Wolfsbergkogel
Der Wolfsbergkogel ist ein 961 m ü. A. hoher Berg in der Gemeinde Semmering in Niederösterreich.
Unterhalb des Wolfsbergkogels befindet sich die gleichnamige Station (Lage) der Semmeringbahn und auf ihm die Doppelreiterwarte (919 m, Lage), von der man einen guten Rundumblick auf die Umgebung hat. Wolfsbergkogel heißt auch der dort liegende Ortsteil der Gemeinde Semmering, in dem sich etwa auch das Südbahnhotel befindet.

## Verkehr
An der Haltestelle Wolfsbergkogel halten Regionalzüge in Richtung Payerbach-Reichenau und Semmering bzw. Mürzzuschlag. Weiters gibt es unter der Woche in der Früh und am Abend Regionalexpresszüge Richtung Wien und Mürzzuschlag.

## Kurhaus am Wolfsbergkogel

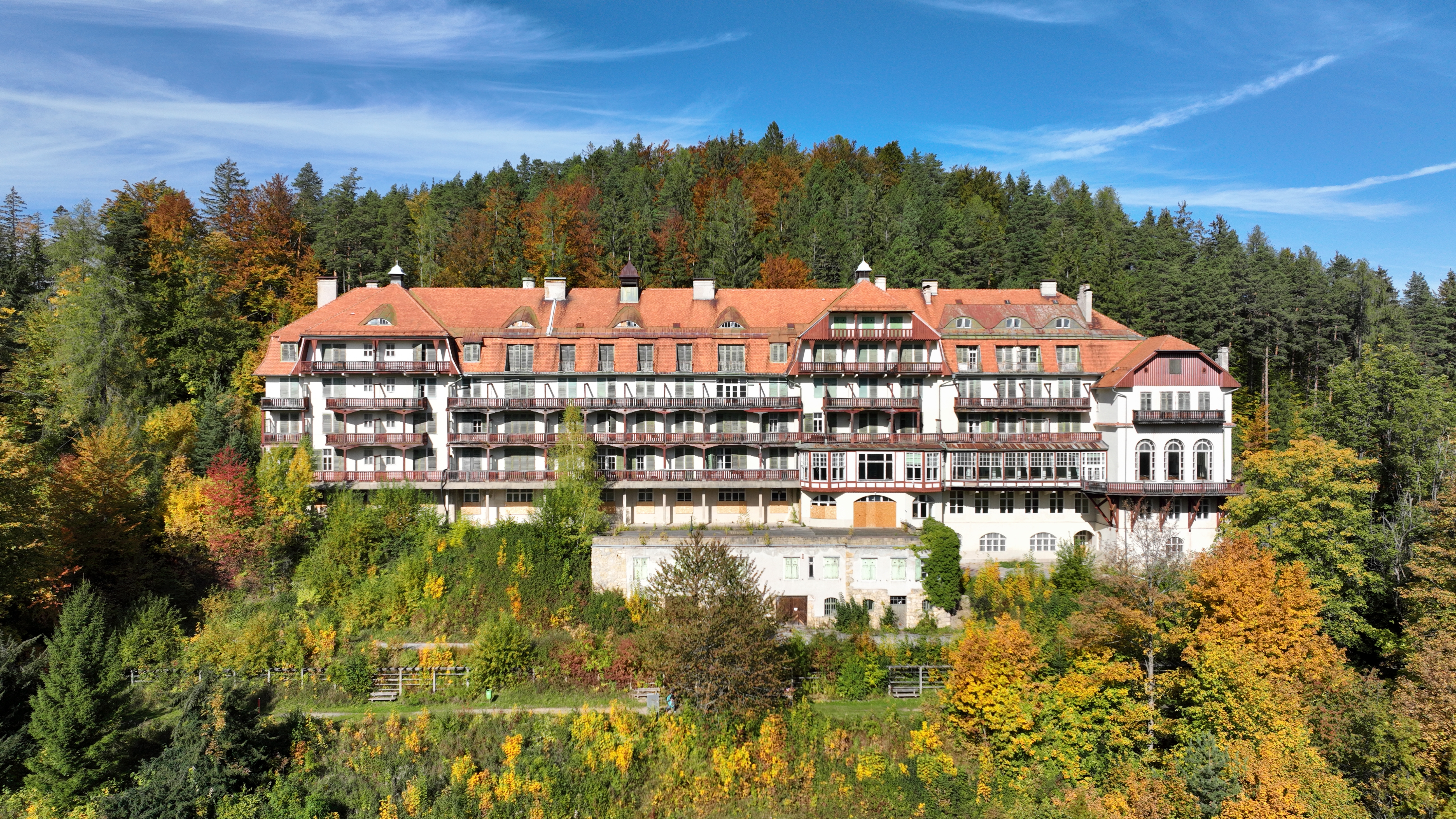
Ehemaliges Kurhaus mit dem Wolfsbergkogelgipfel im Hintergrund

Etwa 60 Höhenmeter unter dem Gipfel des Wolfbergkogels und am Südosthang befindet sich das ehemalige Kurhaus. Die physikalisch-diätetische Höhenkuranstalt wurde nach den Plänen der Architekten Franz von Krauß und Josef Tölk von 1907 bis 1909 im Auftrag der Witwe des Architekten Franz von Neumann, zusammen mit dem ehemaligen Primararzt und Höhentherapie-Spezialisten Dr. Franz Hansy, errichtet. Es war nach der Eröffnung des Südbahnhotels 1882 und des Grand Hotels Panhans 1888 das dritte große Haus am Semmering. Die funktionalistische Architektur des Stahlbetonbaus steht am Übergang vom Späthistorismus zur sachlichen Moderne. In den vorgelagerten nach Süden mit Blick auf den Sonnwendstein gerichteten Terrassen mit Holzbrüstungen konnte die medizinisch verordnete Liegekur in der Höhenluft genossen werden.